# Höfner
Höfner – założona w 1887 roku przez Karla Höfnera firma z siedzibą w Hagenau produkująca gitary elektryczne, basowe, akustyczne, klasyczne oraz instrumenty smyczkowe. 
Firma zdobyła szczególną popularność kiedy Paul McCartney zaczął używać modelu 500/1 jako swojej gitary basowej.